# Getreidemühle

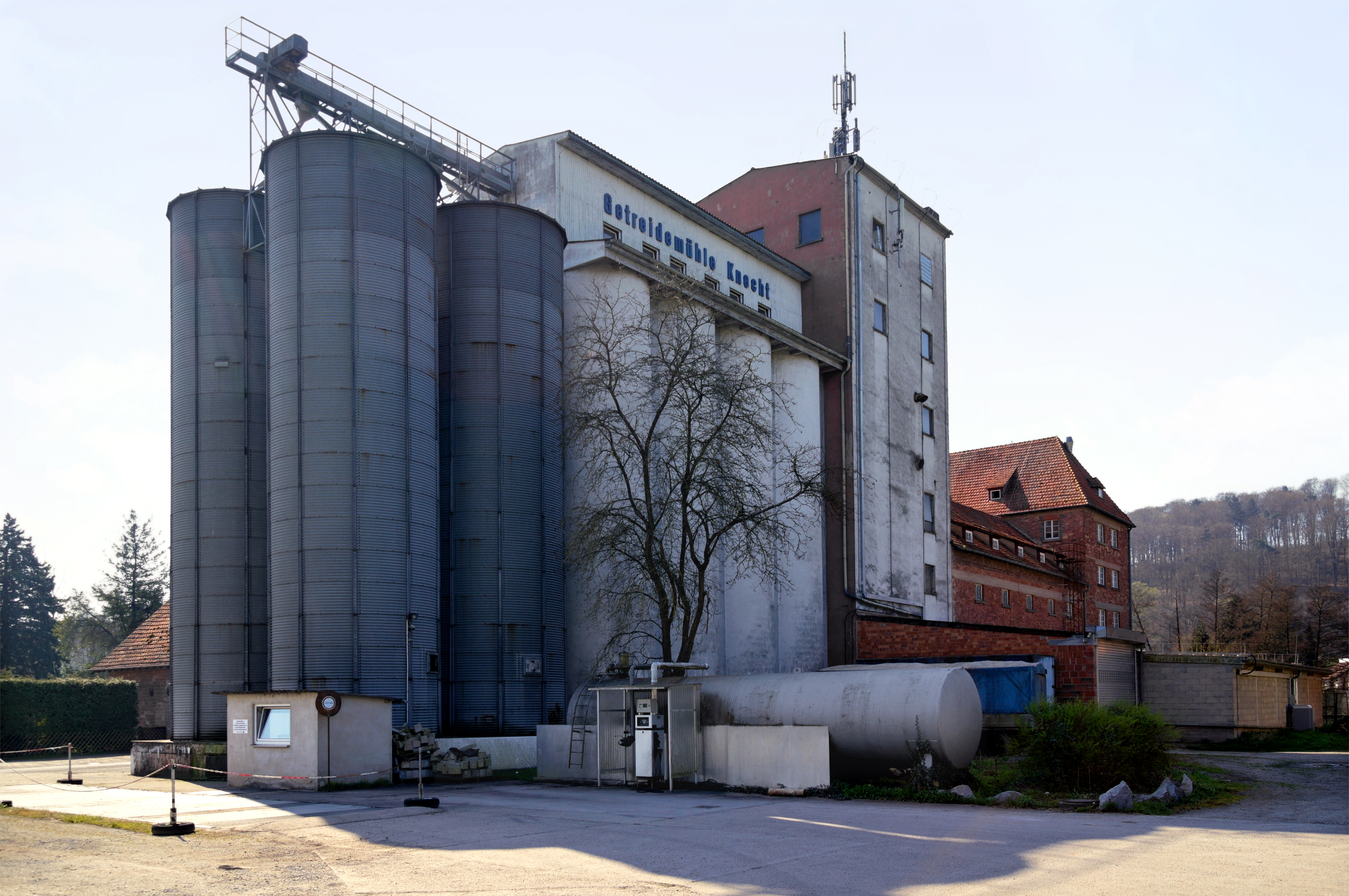
Getreidemühle Knecht in Obernburg am Main (Jahresvermahlung: ca. 4.500 Tonnen)

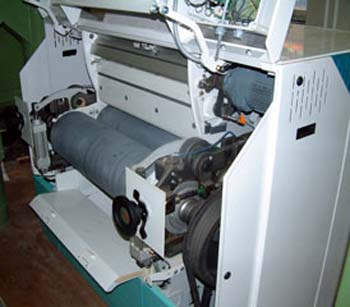
Moderner Walzenstuhl in einer Mehlmühle

Der Begriff Getreidemühle umfasst alle technologischen Prozesse zur Gewinnung von pulverförmigen (mehlartigen) oder auch nur entspelzten oder gequetschten Produkten aus groben, festen pflanzlichen Stoffen, hier einerseits die Aufbereitung von Getreide zu Mehl, Grieß, Dunst und Schrot und andererseits im Rahmen der Schälmüllerei nur die Entspelzung, das Schälen, gegebenenfalls das nachfolgende Quetschen des Getreidekorns.

## Grundlagen

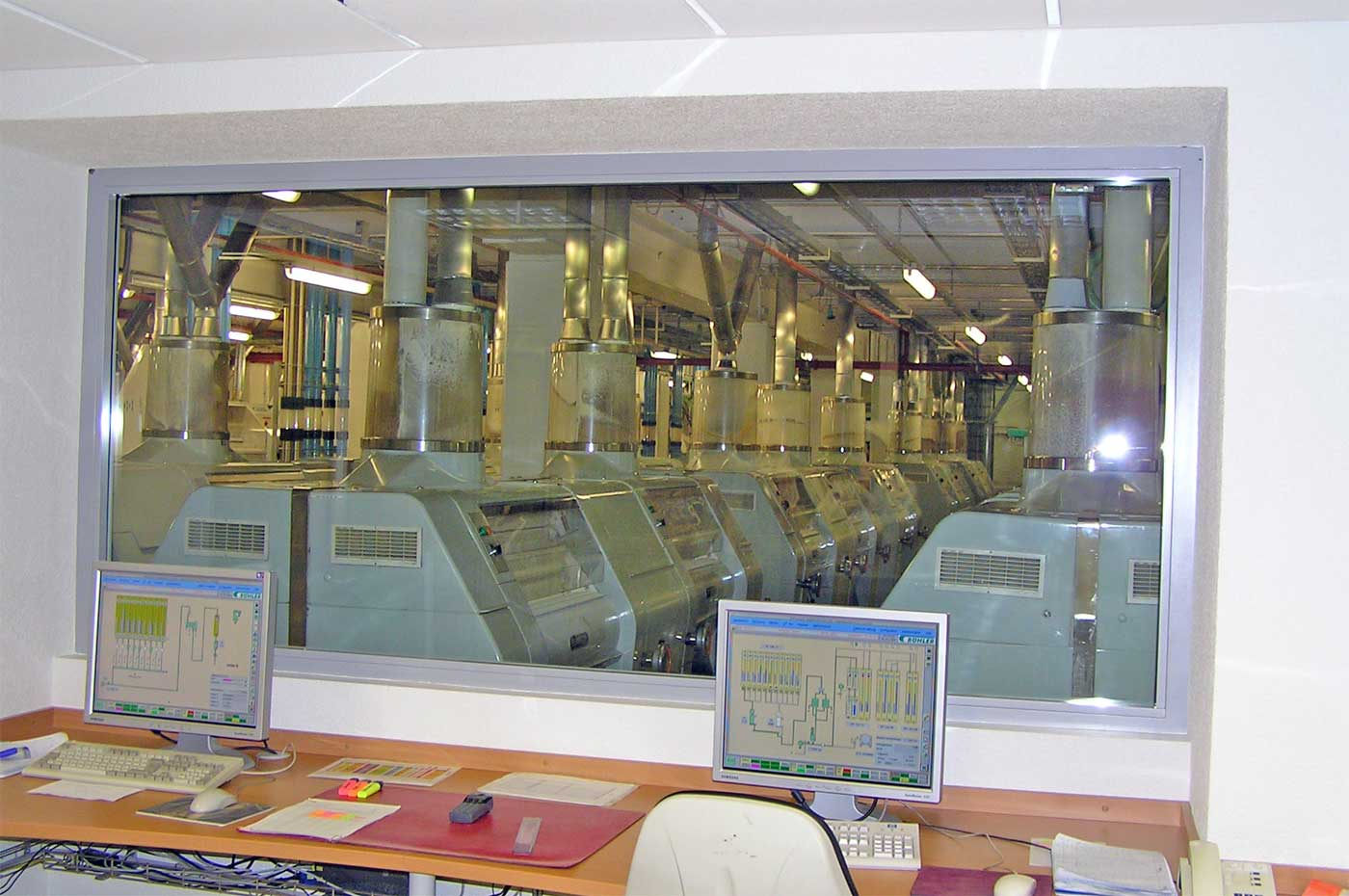
Blick in eine rechnergesteuerte Mühle

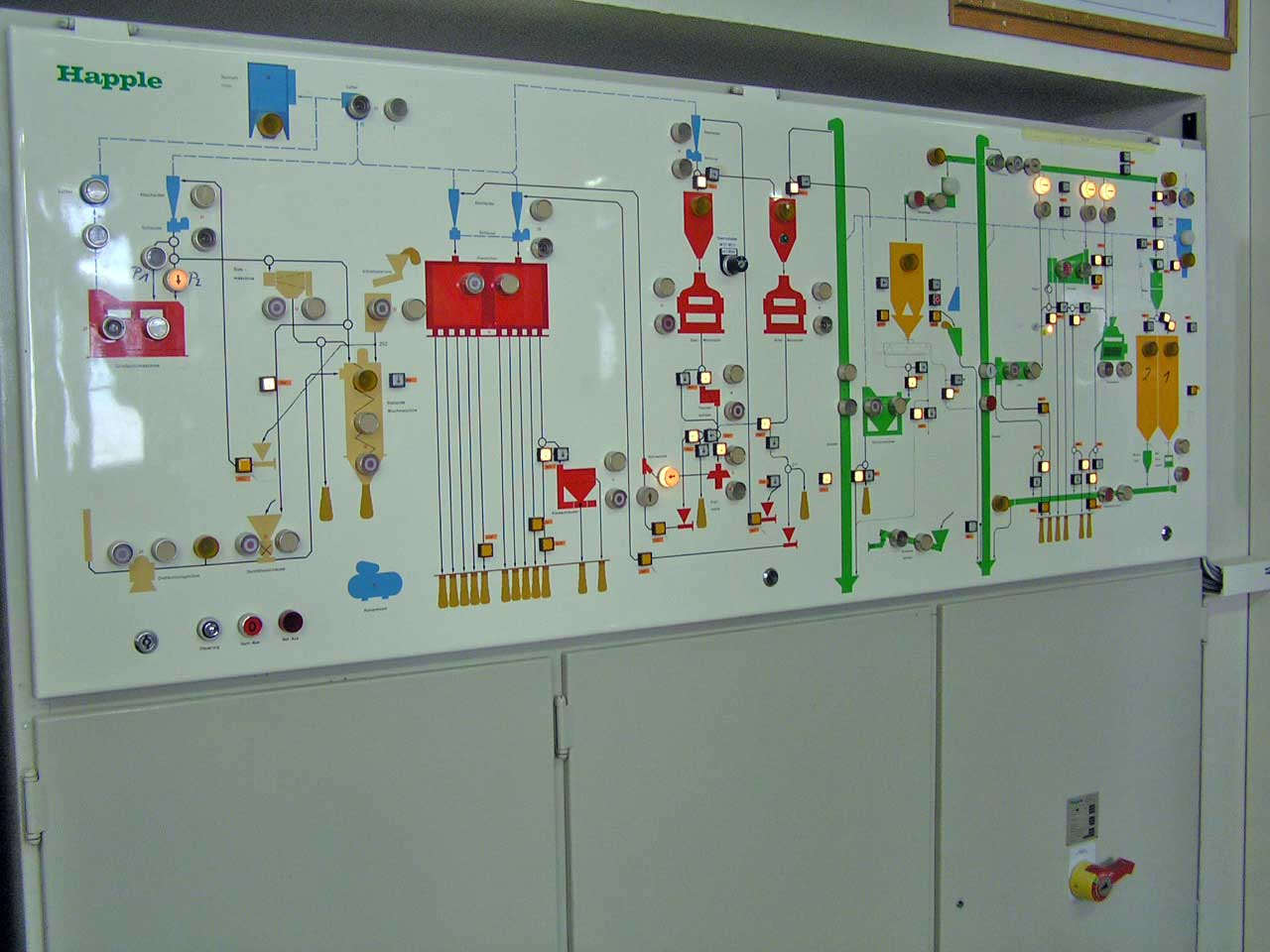
Schaltschrank einer kleinen Mühle

In Getreidemühlen im engeren Sinne werden Getreidesorten wie Weizen, Roggen und Dinkel zu Mehl verarbeitet. Das Getreide wird, bevor es vermahlen wird, sorgfältig gereinigt und mit Wasser benetzt, damit das Wasser in die Schale (Kleie) eindringen kann, die sich so besser vom Mehlkörper trennen lässt. Das Getreide wird dann mit Walzenstühlen vermahlen. Anschließend wird das Mahlgut auf einem Plansichter gesiebt. Das Mehl wird abgesiebt und der Schrot wieder vermahlen, bis alles Mehl herausgelöst wurde. Diese Produktführung (Mahlen und anschließendes Sichten) heißt Passage.
Wirtschaftszweig und Technologie des Getreidemahlens nennt man Getreidemühlenwesen oder Getreidemüllerei.

## Technik der Getreidemüllerei

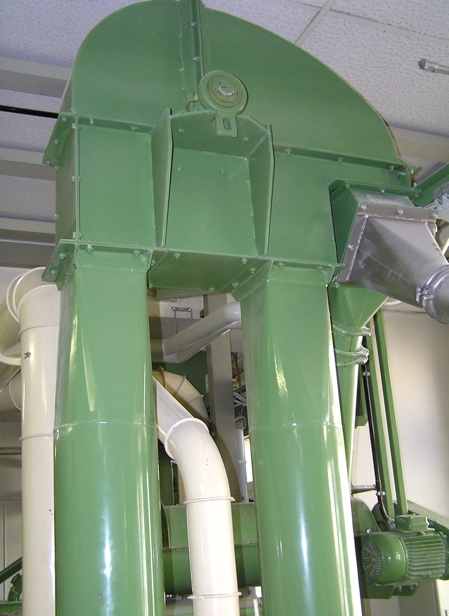
Kopf eines Elevators in einer Getreidemühle

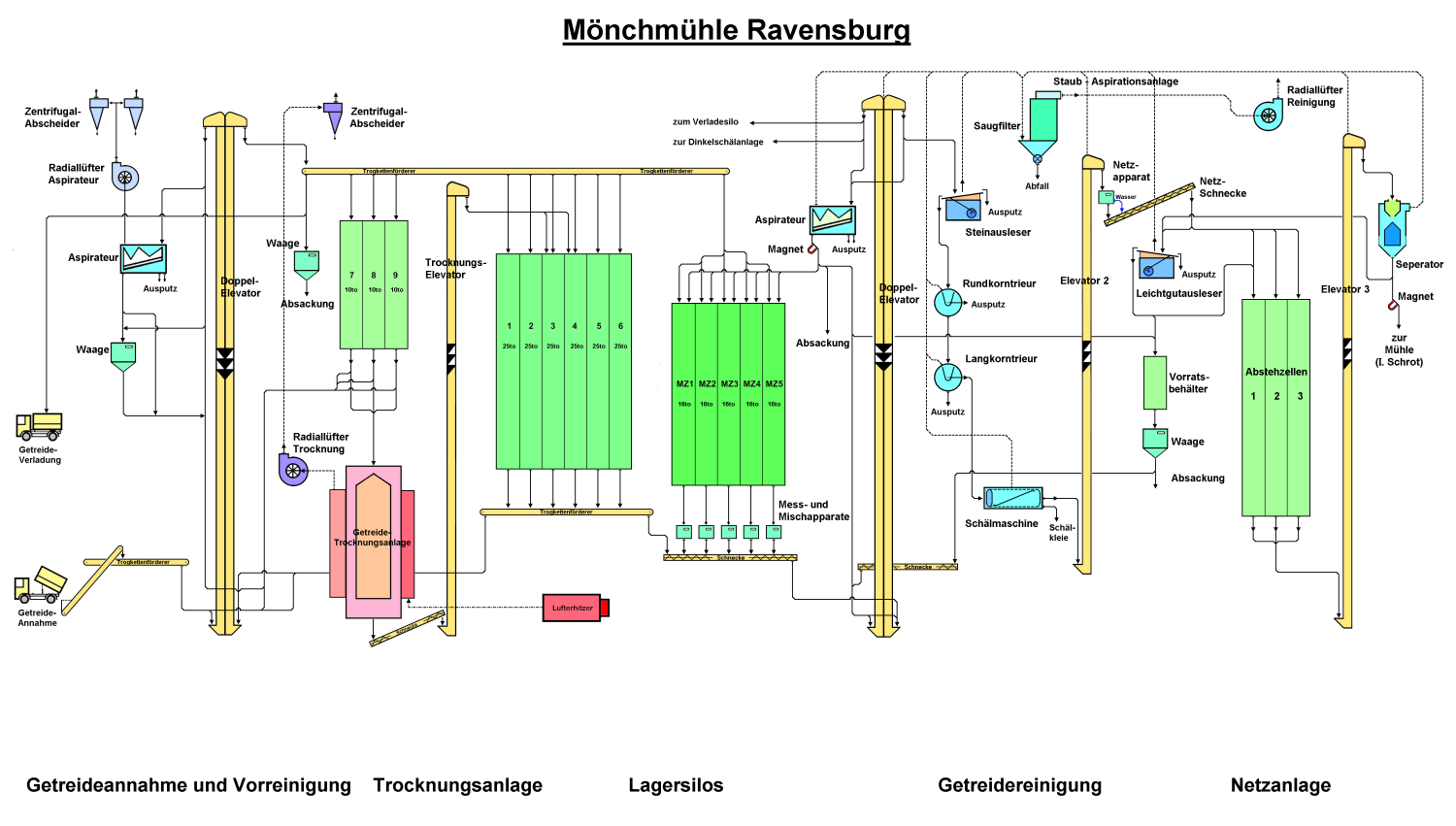
Diagramm der Siloanlage (mit Siloreinigung) einer Getreidemühle

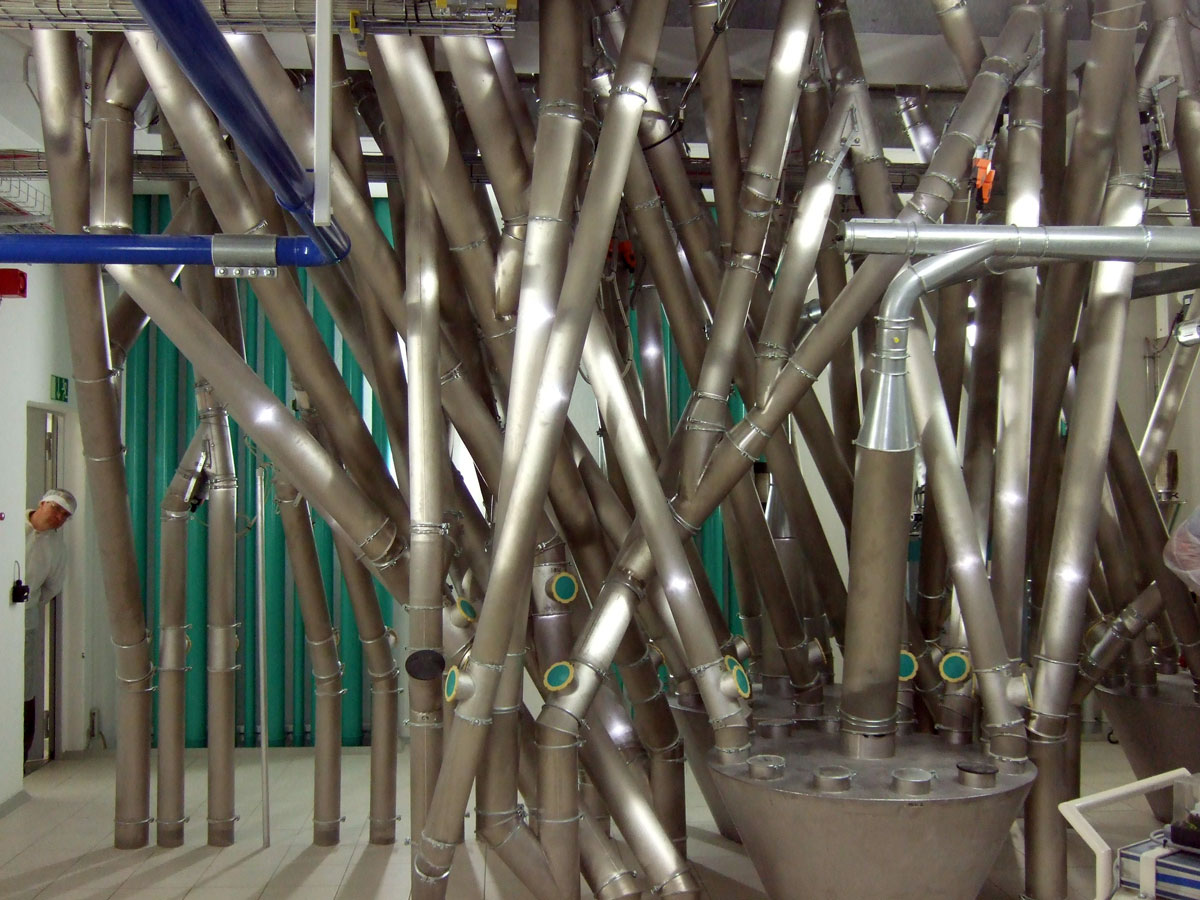
Rohrboden in einer modernen Getreidemühle

### Reinigung
Eine gute Reinigung ist die Grundvoraussetzung für eine schonende und gleichbleibende Vermahlung auf der Mühle.
Der Müller unterscheidet dabei
- die Vor- oder Siloreinigung, die bereits bei der Annahme vorgenommen wird, um unerwünschte Teile gar nicht erst einzulagern.
- die Schwarzreinigung, bei der möglichst der gesamte Korn- und Schwarzbesatz entfernt wird.
- die Weißreinigung, die direkt vor der Vermahlung durchgeführt wird und bei der das Korn selber gereinigt wird (Scheuern, Peeling).

Wird das Getreide nicht oder nicht richtig gereinigt, kann folgendes passieren:
- Das Mehl liefert nicht mehr die Backeigenschaften, die es haben sollte.
- Das Mehl kann gesundheitliche Beschwerden hervorrufen oder toxische Produkte enthalten (Mutterkorn, Unkrautsamen wie Raden und Wicken, Fusarientoxine).
- Die Maschinen können Schaden nehmen (durch Metallteile oder Steine).
- Von Schädlingen befallene Körner werden mit den Schädlingen vermahlen.

Aus diesen Gründen ist eine Reinigung für eine Mühle unabdingbar. Zu der Grundausstattung einer Reinigung gehören Separatoren, Magnete, Trockensteinausleser und Trieure. Zusätzlich können noch Maschinen wie Farbsortierer, Paddy-Tischausleser, Kombi-Reinigungsmaschine, Concentrator und/oder Combinator zur besseren Reinigung eingesetzt werden.

### Netzen und Abstehen
Um eine gleichmäßige Vermahlung und eine hohe Ausbeute auf der Mühle zu garantieren, ist eine Netzung unumgänglich. Dabei wird das Getreide mit Wasserdampf befeuchtet. Nach dem Netzen sollte der Weizen eine Feuchtigkeit von 16,5 bis 17,5 % haben. Weil es wichtig ist, dass nach dem Netzen die Feuchtigkeit möglichst gleichmäßig im Getreide verteilt ist und auch in das Korn eindringt, lässt man den Posten in speziellen Abstehzellen 8 bis 16 Stunden abstehen.
Gründe für die Netzung sind:
- Die Schale des Getreides soll zäher/elastischer werden. Dadurch löst sie sich leichter vom Mehlkörper und kann besser abgesiebt werden.
- Der Mehlkern soll mürber werden.
- Die Trennung von Kleie und Mehl wird leichter.

### Vermahlung
In der heutigen Hochmüllerei wird Getreide in Walzenstühlen mit meist vier oder acht Metallwalzen gemahlen, die sich mit unterschiedlicher Drehzahl gegenläufig drehen (Voreilung). Es gibt glatte und geriffelte Walzen mit Drall. Durch die Riffelung und die unterschiedlichen Drehzahlen werden die Getreidekörner großflächig aufgebrochen. Bei jedem Mahlvorgang entstehen unterschiedlich große Kornteile. Durch zahlreiche Siebungen im Plansichter (siehe auch Sichter) werden diese Kornteilchen der Größe nach sortiert und getrennt. Das dabei bereits anfallende Mehl wird herausgesiebt, der restliche Schrot wieder auf einen (anderen) Walzenstuhl aufgegeben, wobei abermals Mehl abgetrennt wird. Das Getreide und seine Produkte durchlaufen so (je nach Vermahlungsdiagramm) 10–16 Passagen.
Die Bezeichnungen der Passagen sind international nicht einheitlich. Man unterscheidet jedoch weltweit drei verschiedene Passagenarten:
- Schrotpassagen (deutsch: I. bis V. Schrot, schweizerisch/französisch: Passagen B1 bis B5), hier werden die Schrote auf Riffelwalzen kontinuierlich zerkleinert
- Auflösungspassagen (deutsch: 1. bis 4. Auflösung, schweizerisch/französisch: Passagen C1, C2, C4), die auf Feinriffel- und Glattwalzen eine Auflösung der Mehl- bzw. Grießplättchen bewirken sollen
- Mahlpassagen (deutsch: 1. bis 6., 7. oder 8. Mahlung, schweizerisch/französisch: Passagen C3 und C5 bis C11), hier werden Grieß und Dunste zu typengerechten Mehlen zerkleinert.

Das Ziel des Müllers ist es, möglichst kleiefreies Mehl und möglichst mehlfreie Kleie herzustellen. Die Ausbeute an Mehl der Type 550 beträgt bei Weizen durchschnittlich 76–82 %.
Die Förderung der Rohstoffe, Zwischen- und Endprodukte innerhalb der Mühle erfolgt durch Elevatoren (Gurtbecherwerke), Trogkettenförderer, Schneckenförderer, Gurtbandförderer oder durch Pneumatik.
Getreide- und Mehlproben werden zur Analyse im Mühlenlabor untersucht.

## Mahlprodukte

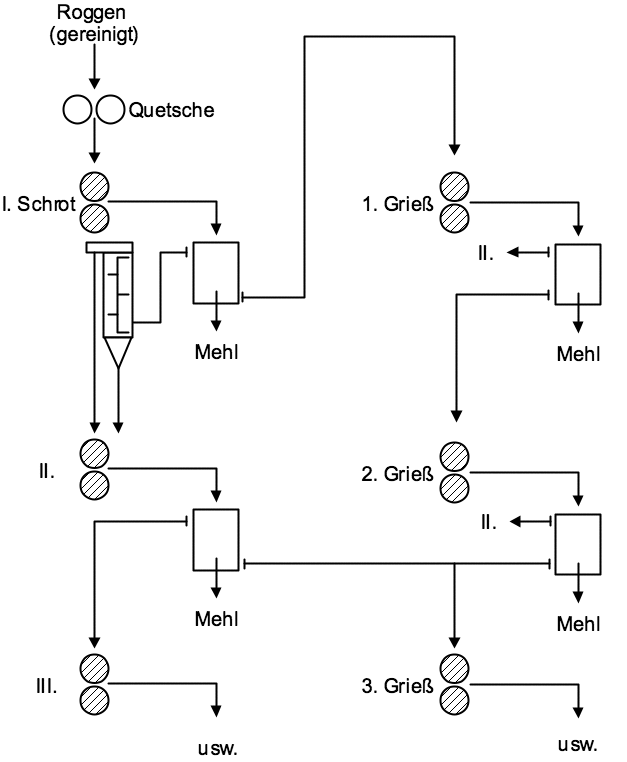
Ausschnitt aus einem Roggen-Vermahlungsdiagramm

Es fällt eine ganze Reihe von Zwischen- und Endprodukten an:
- Mehl
- Dunst
- Grieß
- Grießkleie
- Schrot (Getreide)
- Kleie
- Futtermehl

Außerdem kommen folgende Produkte ebenfalls aus einer Getreidemühle:
- Grütze
- Graupen

Aus Brotgetreide können mehr als 100 verschiedene Mahlprodukte hergestellt werden. Dazu gehören nicht nur die 13 Standardmehl- und zwei Backschrottypen nach DIN-Norm, sondern auch eine Vielzahl von Spezialprodukten: Vollkornmehle und -schrote, Grieße sowie Mehle und Mischungen, die speziell auf die Bedürfnisse von Bäckern, Konditoren, Pizza-, Keks- und Kuchenbäckern hergestellt werden.

### Einteilung der Mahlprodukte
| Mahlprodukt  | Teilchengröße | Merkmale, Verwendung |
| ------------ | ------------- | --- |
| Mehl         | < 180 µm      | Feines Mahlprodukt in verschiedenen Typen (abhängig vom Mineralstoffgehalt nach DIN 10355); hauptsächlich für Brot und Backwaren                                                                              |
| Dunst        | 180–300 µm    | Im Feinheitsgrad zwischen Mehl und Grieß, weitgehend frei von Keimlings- oder Schalenteilen; Dunst aus Weichweizen für die Strudel- und Spätzleherstellung, Dunst aus Hartweizen für die Teigwarenherstellung |
| Grieß        | 300–1000 µm   | mittelfein, deutlich erkennbares Korn; hauptsächlich für Babynahrung, Breie, Desserts, Klöße |
| Schrot       | > 1000 µm     | aus entspelztem und geschältem oder ungeschältem Getreide; unterschiedliche Feinheitsgrade; ähnliche Zusammensetzung wie das verarbeitete Getreide; hauptsächlich für Brotherstellung und Futtermittel        |
| Vollkornmehl | —             | etwa 80 % Durchfall durch 180 µm; enthält sämtlich Bestandteile des gereinigten Getreidekorns |

nach Seibel: Warenkunde Getreide
Mühlennachprodukte sind alle Nebenprodukte, die bei einer Kuppelproduktion, wie sie die Getreidevermahlung darstellt, zwangsläufig anfallen: Kleie, Schälkleie, Grießkleie, Futtermehle, Nachmehle und Keimlinge.

## Geschichte des Mahlens

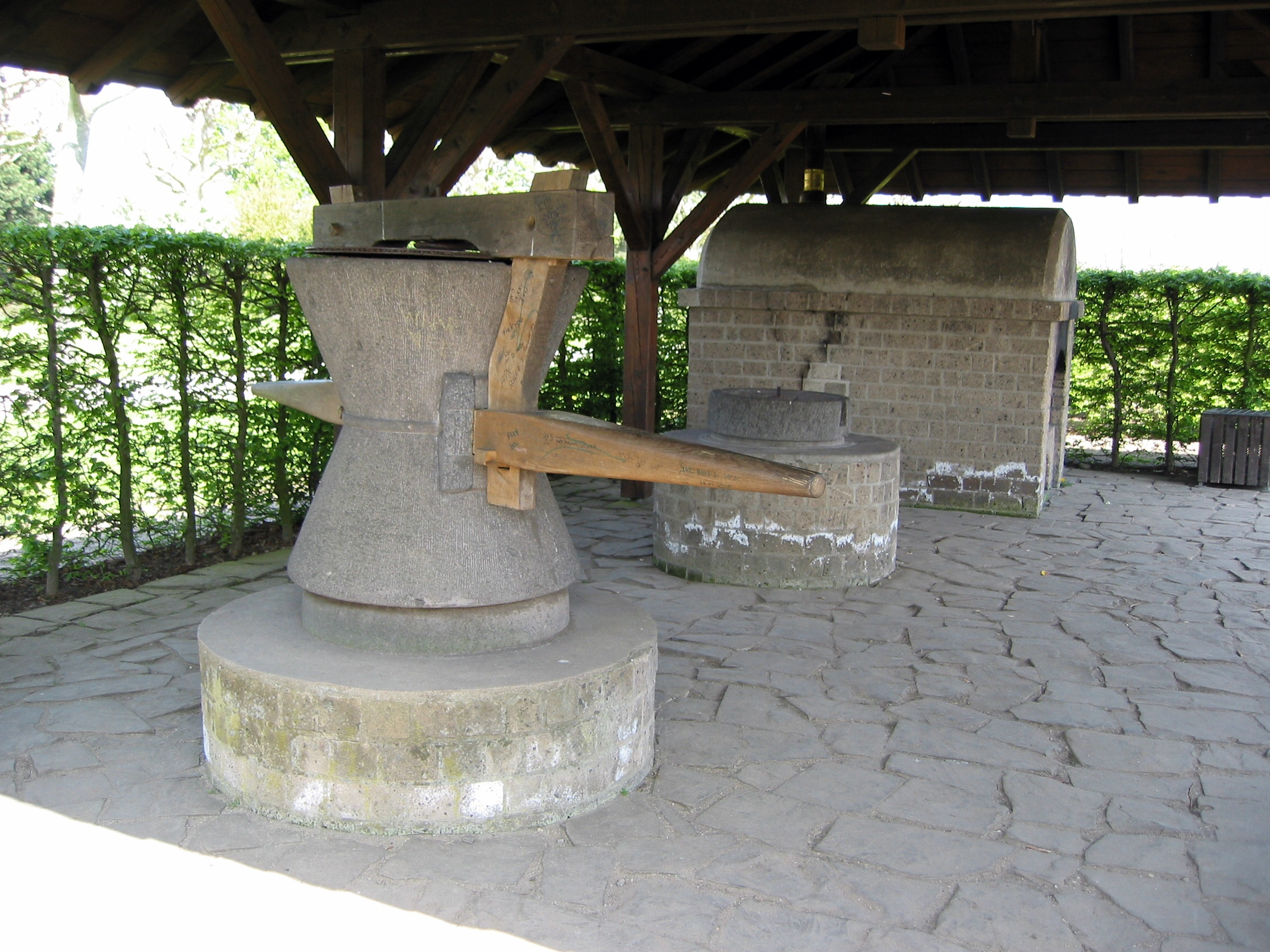
Nachbau einer römischen Getreidemühle

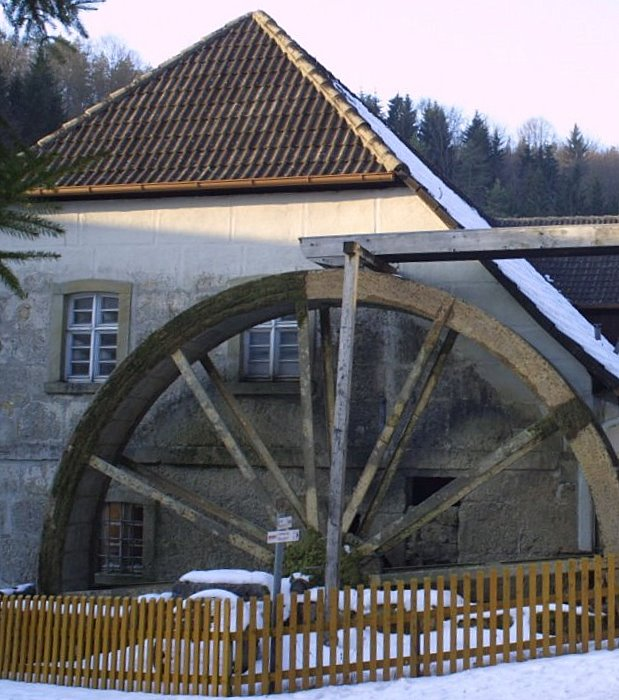
Mühlrad der Heroldsmühle

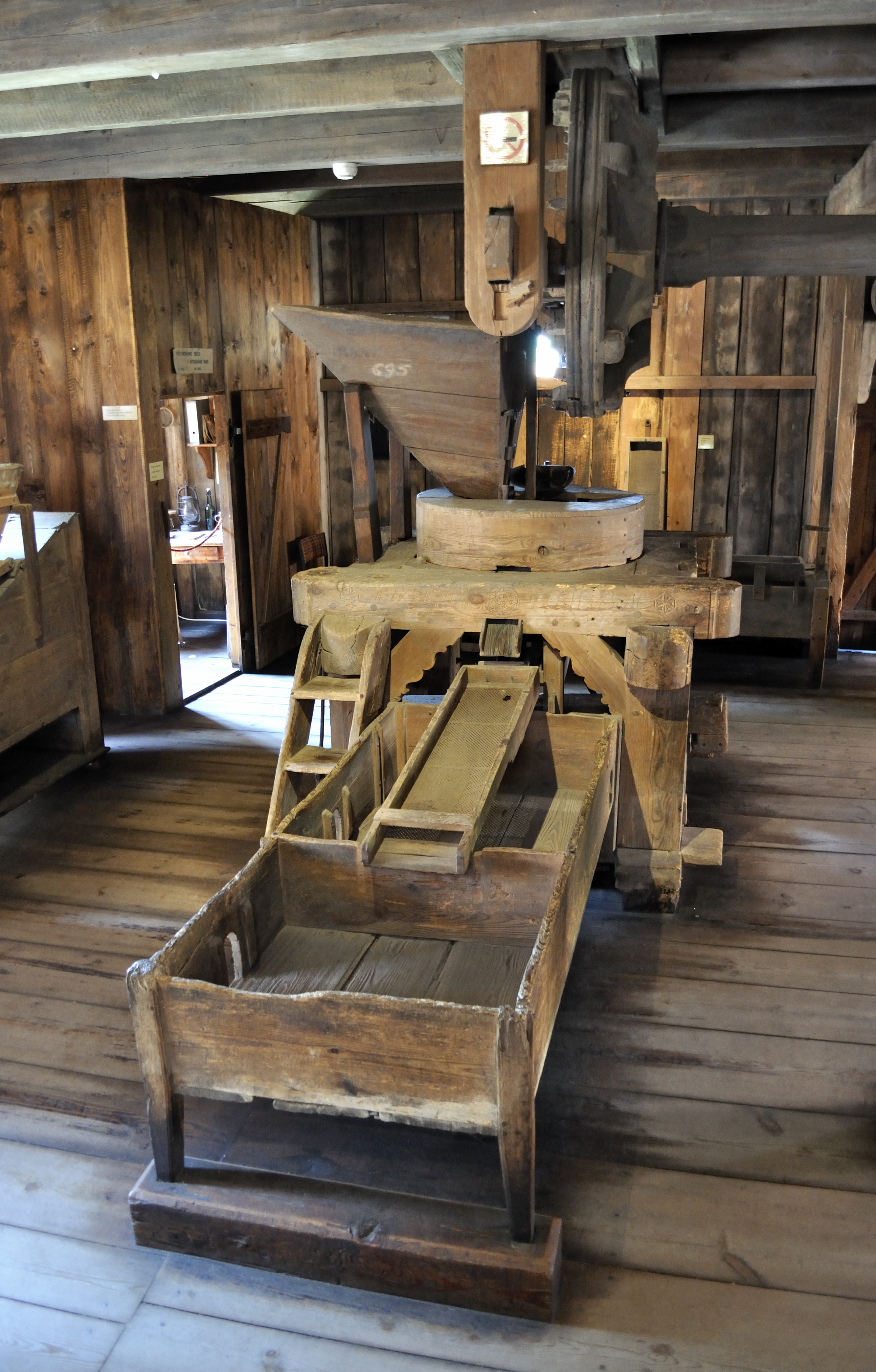
Mahlwerk einer Mühle der Marienburg.

Bereits weit vor unserer Zeitrechnung existierten die ersten Mahlsteine und Handdrehmühlen oder Quernen. Davor benutzten die Menschen Mörser, um Getreidekörner für die menschliche Nahrungsaufnahme zuzubereiten. Der älteste Reibestein wurde vor einigen Jahren bei archäologischen Ausgrabungen in Australien (Cuddie Springs, siehe unten) gefunden und datiert. Er ist etwa 30.000 Jahre alt, stammt aus dem Pleistozän, ist also weitaus älter als das ab der neolithischen Revolution verfügbare Getreide.
Im Jahr 79 n. Chr. wurde Pompeji durch den Ausbruch des Vesuv zerstört. Bei Ausgrabungen wurde ein Mühlenbetrieb mit einer durch Göpel angetriebenen Kegelmühle ausgegraben. 546 n. Chr. verwendeten die Goten bei der Belagerung Roms bereits Schiffsmühlen, bei denen der Fluss über unterschlächtige Wasserräder die Mühlsteine antreibt.
Spätestens seit dem Mittelalter ist ein Mahlgang zur Kornzerkleinerung üblich. Dabei wurde das Mahlgut zwischen zwei Mühlsteinen zerbrochen und zerrieben. Die Technik des Mühlenantriebs durch Wasser oder Wind und die Nutzung der gewonnenen Bewegungsenergie wurden immer weiter verbessert. Die gewonnene Bewegungsenergie trieb nicht nur die Mühlsteine an, sondern wurde auch zur Bewegung der im Herstellungsprozess nötigen Reinigungssiebe und zum Transport des Mahlguts innerhalb der Mühle verwendet. Der erste voll mechanisierte Betrieb war die Mühle von Oliver Evans, in dessen Mühle von 1785 am Redclay Creek in Delaware alle Verarbeitungsmaschinen und Fördermittel aufeinander abgestimmt waren.
Durch die Fließfertigung, die weit verbreitet aufgegriffen wurde, war es oftmals möglich, dass für die Bedienung der Mühle der Müller und ein Geselle ausreichend waren. Verbesserungen der Mahlresultate brachten die Erfindung der Grießputzmaschinen (1807), der die Mahlgänge ablösenden Walzenstühle (ab etwa 1820) und der Plansichter genannten feinen Rüttelsiebe (1887).
Hergeleitet aus dem Mühlenzwang lagen Vorrechte zum Betrieb einer Mühle oft beim Amt, die dann Amtsmühle oder Amtsmahlmühle o. ä. genannt wurde.

## Heutige wirtschaftliche Bedeutung des Getreidemühlenwesens

### Deutschland
Mit rund 6000 Beschäftigten (davon etwa 600 Auszubildende in technischen und nahezu ebenso viele in kaufmännischen Berufen) erwirtschafteten die Getreidemühlen im Wirtschaftsjahr 2015/2016 einen Umsatz von über 2,5 Milliarden Euro. Im Durchschnitt versorgt jede Mühle in Deutschland über 300.000 Menschen, oder anders ausgedrückt: 2,5 Mühlen versorgen eine Million Einwohner mit Mehl und anderen Mahlprodukten.
Im langjährigen Mittel werden in Deutschland rund 27,5 Mio. Tonnen Brotgetreide (Weichweizen einschließlich Dinkel und Roggen) geerntet. Die Erntemenge kann je nach Ertragslage im Erntejahr um ±2 Mio. Tonnen schwanken. Davon wird rund ein Drittel für die menschliche Ernährung benötigt.
Im Wirtschaftsjahr 2015/2016 gab es nach der amtlichen Statistik in Deutschland 211 Mühlen; hierbei wurden nur Mühlenbetriebe erfasst, die mehr als 500 t Jahresvermahlung aufwiesen. In diesem Wirtschaftsjahr wurden von den Mühlen 8,426 Millionen Tonnen Brotgetreide (7,64 Mio. t Weizen und 0,79 Mio. t Roggen) vermahlen. 29 Betriebe haben 100.001 t Getreide pro Jahr oder mehr vermahlen, und haben damit 68,2 % Marktanteil an der Vermahlung. Der größte Teil der Mühlen (79, Marktanteil 37,4 %) hatte eine Jahresvermahlung zwischen 500 und 5000 t pro Jahr. Die Mehrzahl aller Getreidemühlen liegt in Süddeutschland (Bayern, Baden-Württemberg): 110.
Jeder Deutsche verzehrt pro Jahr etwa 69,7 kg Mahlerzeugnisse.
Für Exportzwecke wurden 555.000 t Weizen- und Roggenmehle vermahlen.
Neben den Mahlerzeugnissen für die menschliche Ernährung wurden noch etwa 1,4 Millionen Tonnen Futtermittelrohstoffe (Kleie, Grießkleie, Nachmehl, Futtermehl) an die Mischfutterindustrie geliefert.
Für den Rohstoff Getreide mussten die Mühlen in Deutschland so viel zahlen, wie in 25 Jahren davor nicht mehr: Die Preise pro Tonne lagen nach der Ernte 2012 zwischen 225 und 275 €. Dagegen bewegen sich die Preise für Weizen- und Roggenmehle auf einem vergleichsweise niedrigen Niveau.

### Schweiz
In der Schweiz haben 48 Mühlen eine Jahresproduktion von jeweils mehr als 500 t. Vier von diesen Mühlen (mit jeweils mehr als 300.000 t Jahresvermahlung) produzierten 2006 etwa 62 % der schweizerischen Gesamtvermahlungsmenge.
Im Getreidejahr 2022 (Juli 2022 bis Juni 2023) haben die sieben größten Mühlenunternehmen zusammen rund 87 Prozent des Brotgetreides vermahlen.

## Küchengeräte
|  | Info zur Audio-Datei |

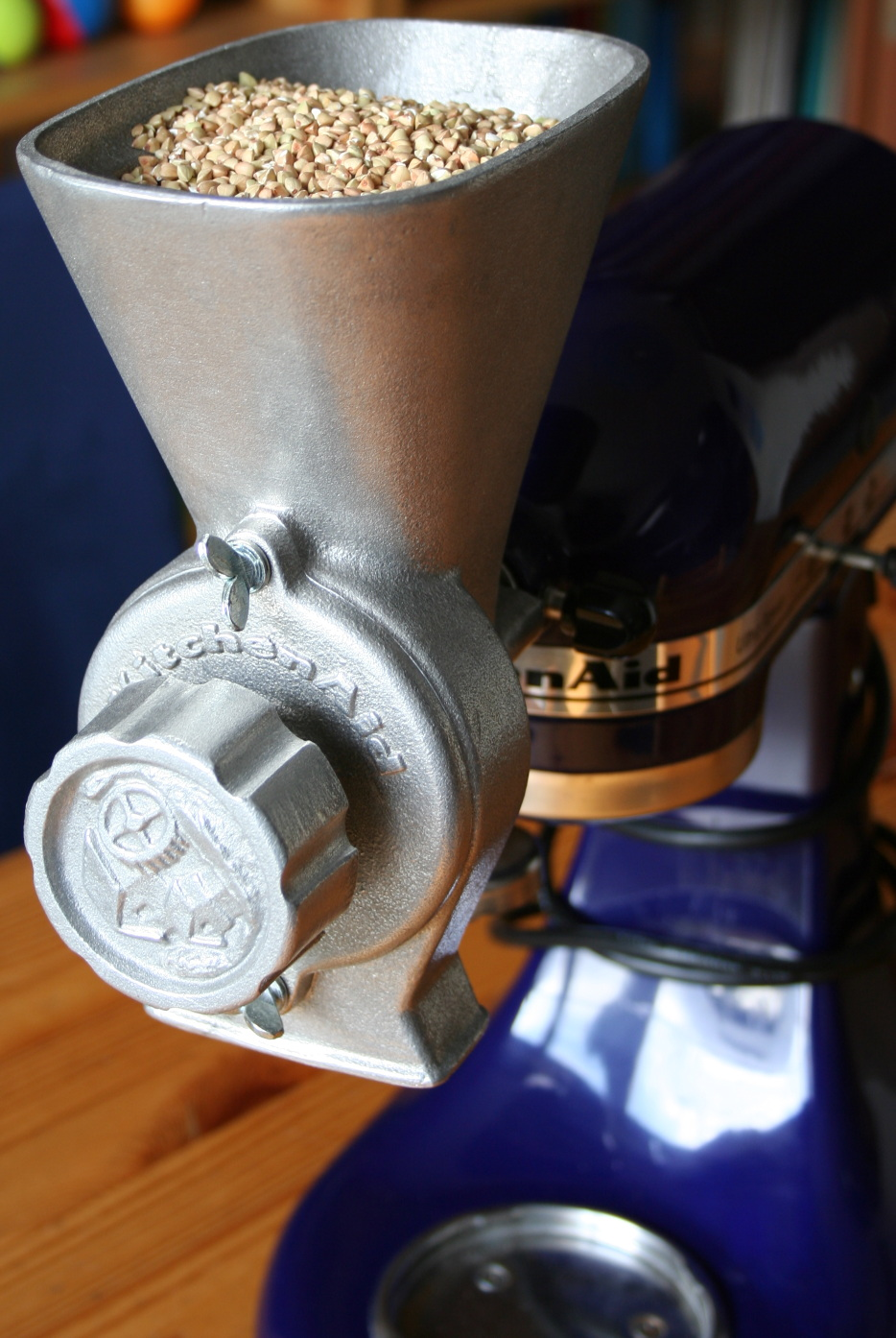
Getreidemahlwerk auf einer Küchenmaschine vom Typ Kitchen Aid

In relativ kleiner Form gibt es die Getreidemühle auch als Küchengerät, mit dem sich Körner von Getreide in kleinen Mengen zerkleinern oder mahlen lassen.
Hier sind drei Ausführungen verbreitet:
- Getreidemühlen, bei denen das Mahlwerk manuell durch eine Kurbel betätigt wird.
- Getreidemühlen mit eingebautem elektrischen Motor mit einer Leistung zwischen 100 und 300 g Mehl pro Minute.
- Getreidemühlen (genauer Mahlwerke), die sich auf eine elektrische Küchenmaschine aufsetzen lassen.

Die meisten Haushalts-Getreidemühlen werden mit Mahlsteinen aus Korund-Keramik angeboten, Handmühlen mit Steinen aus Naxos-Basalt und Mahlvorsätze für Küchenmaschinen mit Stahlkegelmahlwerken.
„Hartes Getreide, wie Mais und Reis oder Hülsenfrüchte werden von Getreidemühlen mit einem natürlichen Mahlstein aus Granit und mit einem synthetischen Mahlstein aus Korund-Keramik beinahe gleich fein gemahlen. Beide Mahlsteine eignen sich in gleicher Weise für Mais, Reis und Hülsenfrüchte. Da aber der Granit feinporiger, als die Korund-Keramik ist, mahlt der Granit bei sonst gleichen Voraussetzungen feiner. Natursteinmahlwerke sind in gleicher Art und Weise wie Mahlwerke aus Korund-Keramik selbstschärfend. Sie müssen nicht häufiger nachgeschärft werden, als Keramik-Korund-Mahlsteine. Im Gegenteil, ein Erfordernis des Nachschleifens bei natürlichem Mahlstein aus Granit ist im Rahmen der Nutzung als Haushaltsgetreidemühle auch bei starker Beanspruchung innerhalb eines Zeitrahmens von 15 Jahren bei fehlerfreien Mahlsteinen nahezu ausgeschlossen. Ein synthetischer Mahlstein aus Korund-Keramik ist nicht haltbarer als ein natürlicher Mahlstein aus Granit.“
Mühlen mit Stahlkegelmahlwerken mahlen nicht so fein wie Mühlen mit Steinmahlwerken, haben aber dafür den Vorteil, dass auch ölhaltige Saaten wie Leinsamen oder Sesam verarbeitet werden können, was bei Steinmahlwerken zu einem Verschmieren der Steine und auf Dauer sogar zu einer Beschädigung der Steine führen kann, weil Öle in die poröse Steinoberfläche eindringen können. Kleine Mengen ölhaltiger Saaten können auf mittlerer Einstellung mit trockenem Getreide mit gemahlen werden, gegen Ende des Mahlvorgangs sollte dann nur noch Getreide eingefüllt werden, damit dieses das überschüssige Öl aufsaugen kann.